# Косаткодельфин
Косаткодельфин — гибрид самки афалины и самца малой чёрной косатки. Считается, что такие гибриды могут встречаться в природе, однако на 2010 год известно только два, содержащиеся в парке на Гавайях.

## История гибрида
Первым известным гибридом стала родившаяся 15 мая 1985 года самка косаткодельфина, получившая кличку Кекаималу. При рождении она имела вес около 20 кг, а в длину составляла около 114 см. В мае 1995 года, когда ей исполнилось десять лет, она уже достигала веса в 272 кг и длины почти в 3 метра.
В молодом возрасте Кекаималу родила детёныша, однако тот умер уже через несколько суток. В 1991 году у неё снова появился детёныш — самка по имени Покайкелоха, которая прожила девять лет.

## Описание
Характеристики косаткодельфина являются средними между характеристиками его родителей. Например, у афалины 88 зубов, у косатки — 44, а у косаткодельфина — 66.